# Over the Top: The Rarities
Over the Top: The Rarities è una raccolta dei Motörhead uscita nel 2000.

## Il disco
La raccolta comprende le canzoni più rare della band (periodo classico), quelle contenute, per esempio, come "b-side" nei singoli, oppure come bonus-track in nuove edizioni di alcuni album.
Tutte le tracce sono scritte da Lemmy Kilmister, Eddie Clarke, Phil Taylor, eccetto "Louie, Louie" di Richard Berry, "Please Don't Touch" di Heath, Robinson e "Train Kept a Rollin'" di Bradshaw, Kay, Mann

## Tracce
1. Tear Ya Down (versione alternata)
2. Louie Louie (versione alternata)
3. Over The Top
4. Please Don't Touch (Headgirl)
5. Emergency
6. Over the Top
7. Capricorn
8. Train Kept a Rollin'
9. (Don't Let 'Em) Grind Ya Down (versione alternata)
10. Lemmy Goes To The Pub (versione alternata di Heart of Stone)
11. Same Old Song, I'm Gone (versione alternata di Remember Me, I'm Gone)
12. (Don't Need) Religion

## Formazione
- Lemmy Kilmister - basso, voce
- "Fast" Eddie Clarke - chitarra
- Phil "Philty Animal" Taylor - batteria